# Kolumba (Museum)

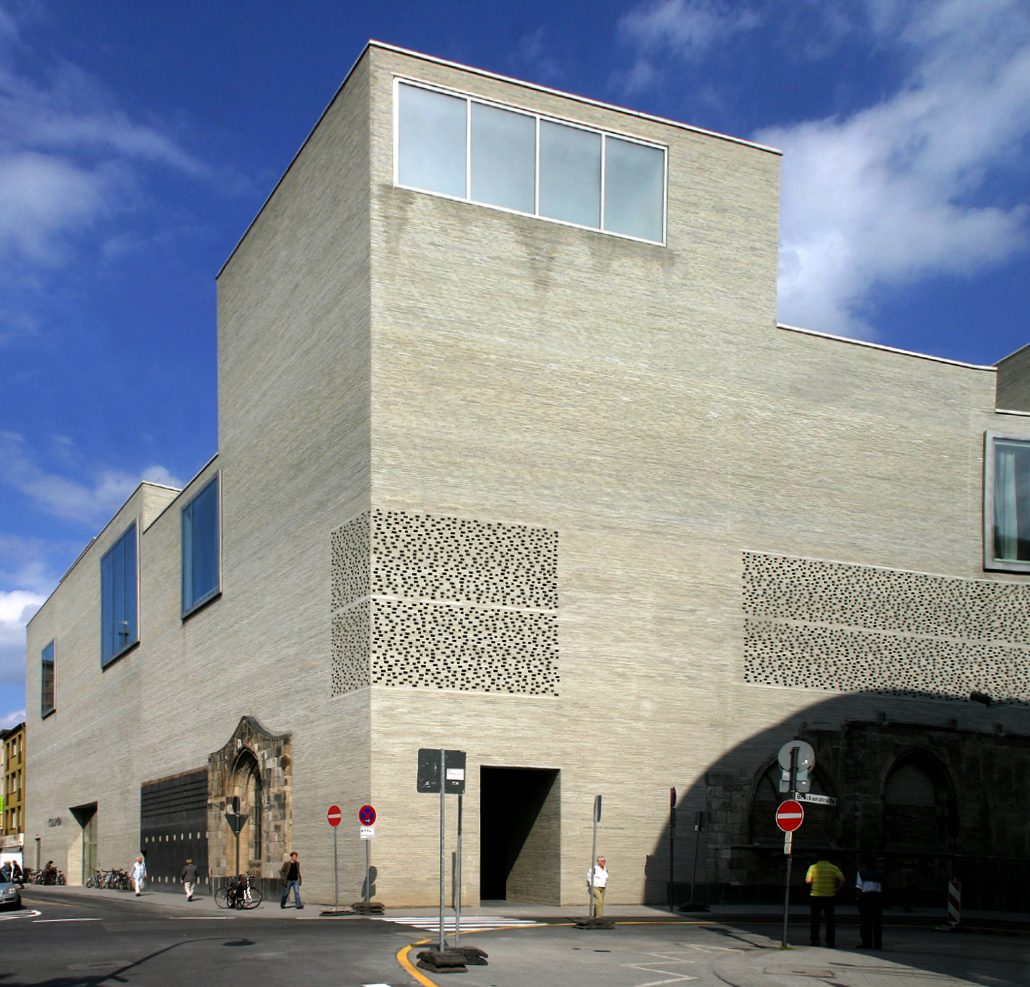
Außenansicht des Kolumba-Neubaus (2007)

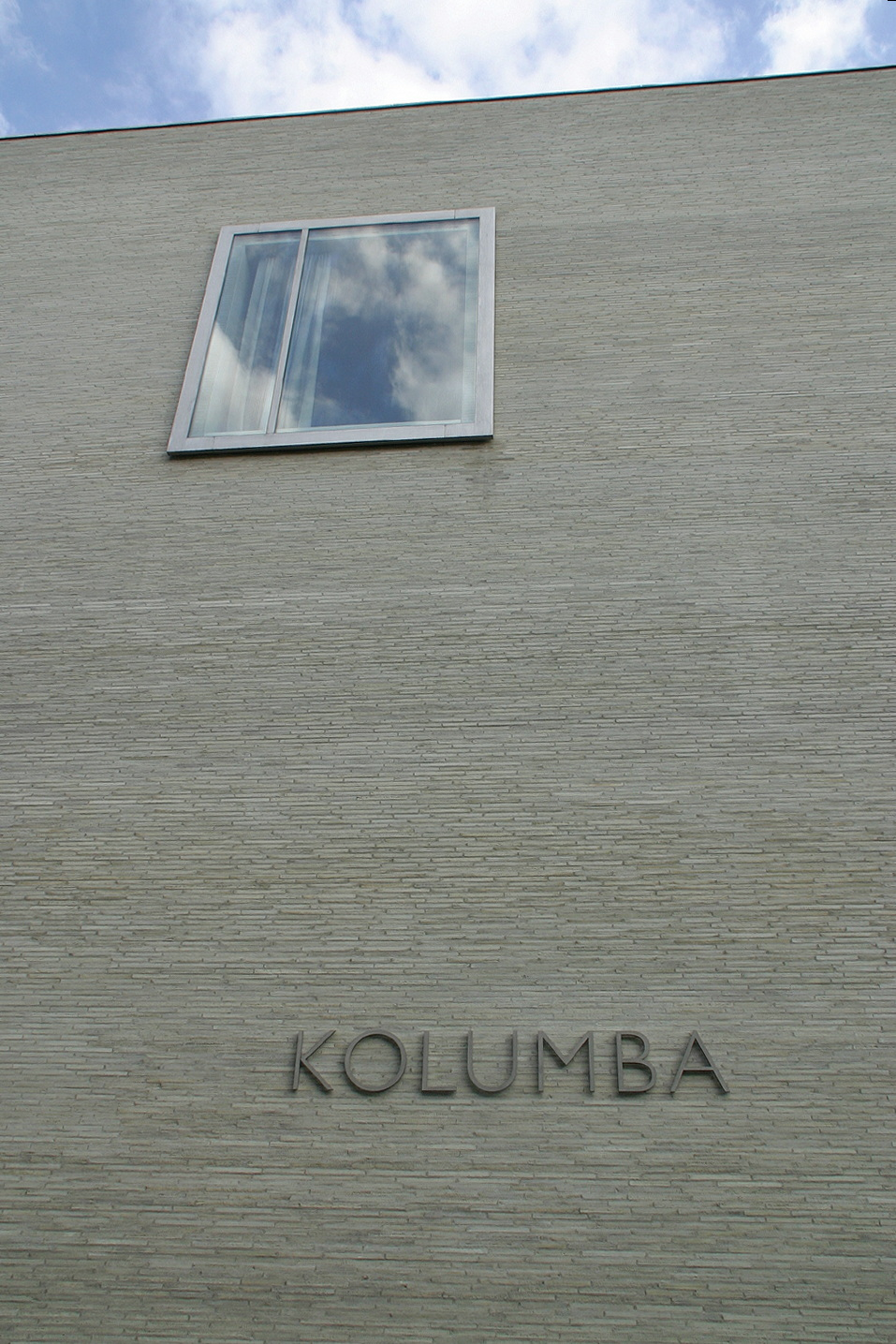
Detailansicht der Außenwand, im September 2007

Kolumba ist das Kunstmuseum des Erzbistums Köln und neben dem Wallraf-Richartz-Museum das älteste Museum in Köln. Der neue Name beruht auf dem am 15. September 2007 eröffneten Neubau des Schweizer Architekten Peter Zumthor für das Museum in der Kolumbastraße 4, an der Stelle der kriegszerstörten spätgotischen Kirche St. Kolumba.

## Geschichte
Das Museum wurde 1853 vom Christlichen Kunstverein für das Erzbistum Köln gegründet und ging 1989 in die Trägerschaft des Erzbistums Köln über. Ausgehend von der traditionellen Sammlungsstruktur des 1853 gegründeten Diözesanmuseums versteht sich Kolumba als Kunstmuseum in kirchlicher Trägerschaft, das jenseits aller Sparten und Spezialisierungen Fragen künstlerischer Gestaltung umfassend darstellen möchte. Als „Museum der Nachdenklichkeit“ sieht sich Kolumba als ein „Angebot zur Auseinandersetzung mit dem zur Kunst gewordenen Leben“.

## Architektur

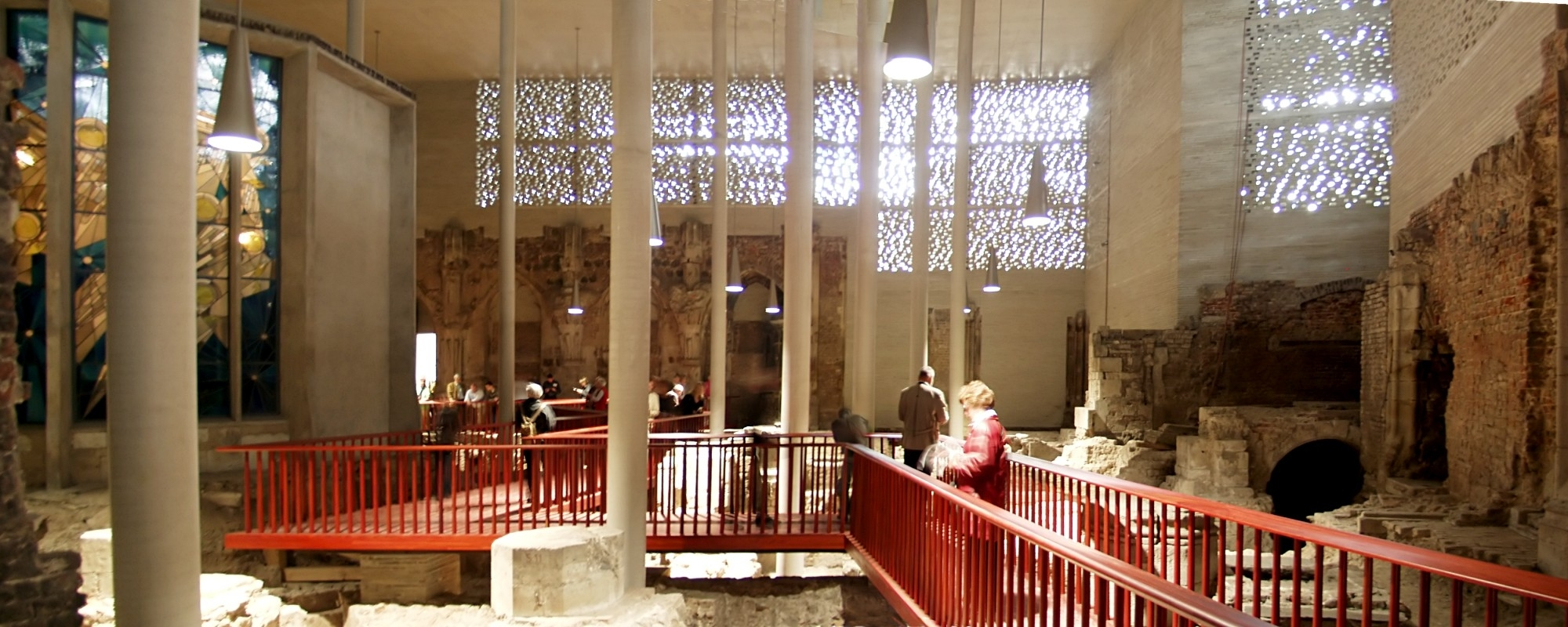
Fundamente/Ausgrabungen der zerstörten romanischen Kirche St. Kolumba, im September 2007

Bis zum 9. April 2007 befand sich das Museum in unmittelbarer Nähe zum Kölner Dom am Roncalliplatz.
Das Atelier Zumthor gewann 1997 den ausgeschriebenen Realisierungswettbewerb für das neue Kunstmuseum. Bis 2003 dauerten die Planungen an. Am 1. Oktober 2003 wurde der Grundstein gelegt und am 15. September 2007 durch Kardinal Meisner eingeweiht.
Der Neubau repräsentiert auch architektonisch das Präsentationskonzept des „lebenden Museums“. Zumthor setzte das Prinzip der Gegenüberstellung von Altem und Neuem in der Setzung des Neubaus auf den ursprünglichen Grundriss und die Mauerreste von St. Kolumba um. Der auf Sicht gemauerte Backstein des Neubaus, der speziell für diesen Bau gebrannt wurde, verbindet sich harmonisch mit dem Natur- und Backsteinmauerwerk der im Zweiten Weltkrieg zerstörten romanischen Kirche St. Kolumba und den Zementsteinen des Nachkriegsbaus. Auf diese Weise stellt sich die Architektur des Museums dem baugeschichtlichen Kontinuum und wird selbst Teil davon.
Im Innenraum ist der Bau als „Museum der geistigen Vertikalität“ konzipiert. Die Ausstellungsräume entwickeln ihre Atmosphäre durch den vorherrschenden Eindruck des wechselnden Tageslichtes, auf künstliche Lichtquellen wird verzichtet. Die zahlreichen bodentiefen Glasfronten schaffen den Eindruck einer Verschmelzung von Innen- und Außenraum. Auf diese Weise wird auch hier wieder das „lebende Museum“ verkörpert, die Grenzen verschwimmen und es soll eine Atmosphäre der Offenheit und Unbegrenztheit entstehen.
Der Neubau bezieht sowohl die Fundamente der im Zweiten Weltkrieg zerstörten romanischen Kirche St. Kolumba als auch die von dem Kölner Architekten Gottfried Böhm an ihrer Stelle erbaute Kapelle „Madonna in den Trümmern“ ein. Dem Museum liege „ein einmaliges Konzept zugrunde“, das kein Maßstab für andere kirchliche Museen sein will, resümiert Ralf Gührer in seiner Dissertationsschrift zur Genese des Kunstmuseums. Mensch und Kunstwerk geraten im Kolumba-Konzept zu Subjekten, weil der Rahmen dafür geboten werde, „sich mit Freiheit und Muße darauf einzulassen […], was Josef Pieper als das dem Menschen Eigentliche beschreibt, das Fest.“

### Auszeichnungen und Preise
- 2008: DAM Preis
- 2008: Brick Award
- 2009: Museumspreis für Kuratoren und Ausstellungsmacher der Kulturstiftung hbs
- 2010: Kölner Architekturpreis
- 2011: Architekturpreis NRW
- 2013: Nike für Atmosphäre und Große Nike[5]
- 2013: Museum des Jahres[6]

## Sammlung

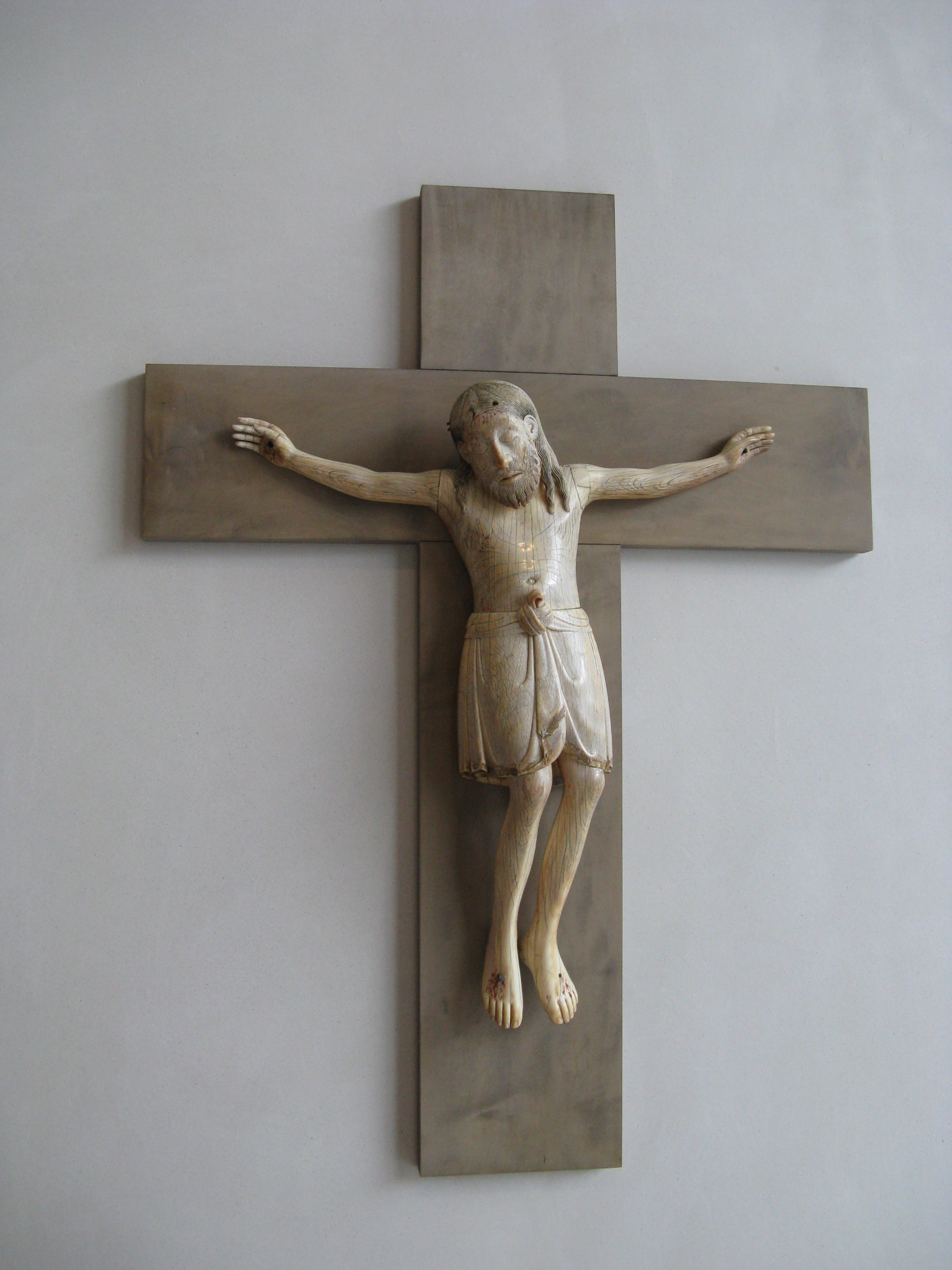
Elfenbeinkruzifix (2. Hälfte des 12. Jahrhunderts)

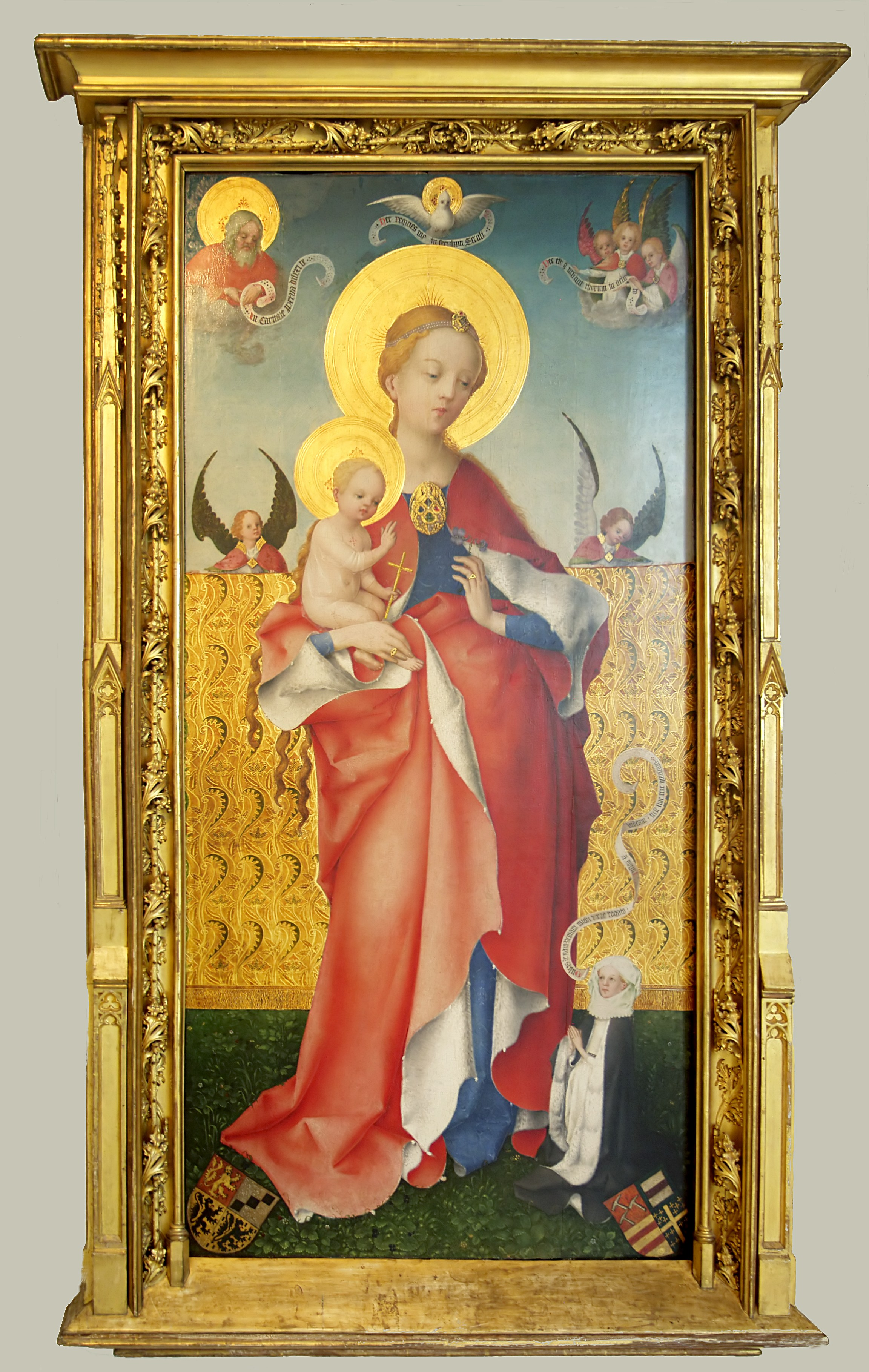
Lochner: Madonna mit dem Veilchen

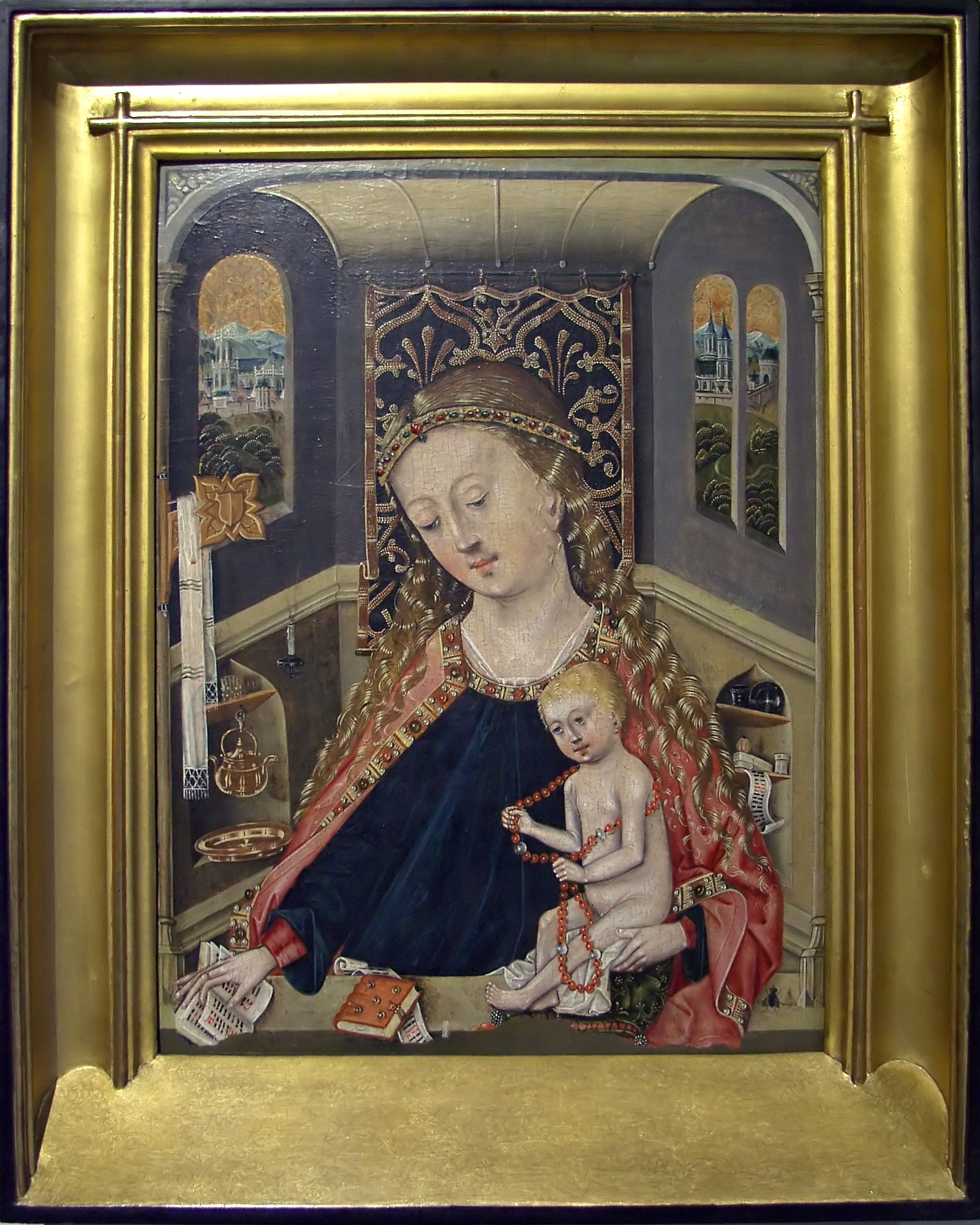
Madonna im Erker

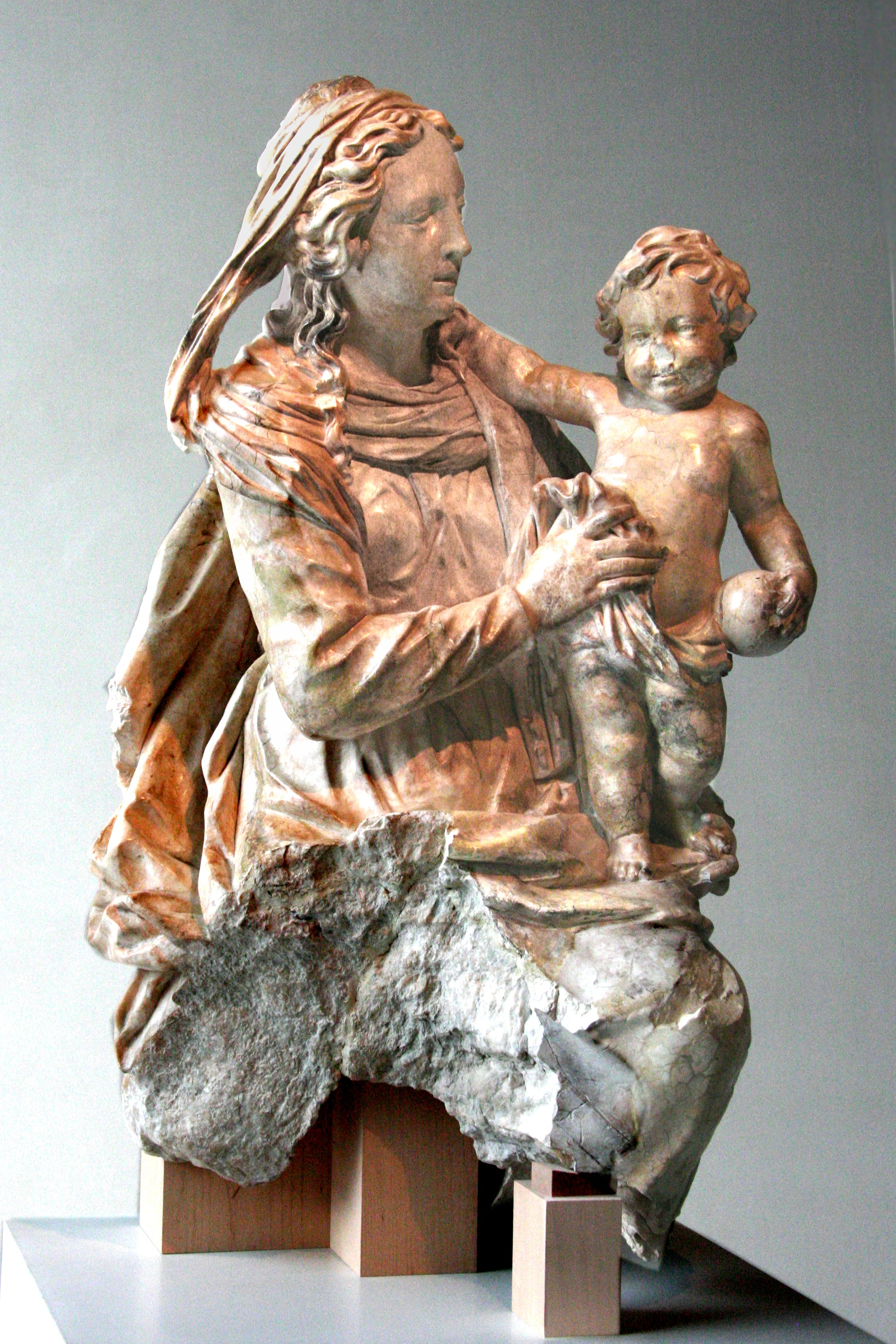
Geisselbrunn: Muttergottes mit Kind, Alabaster, 1650

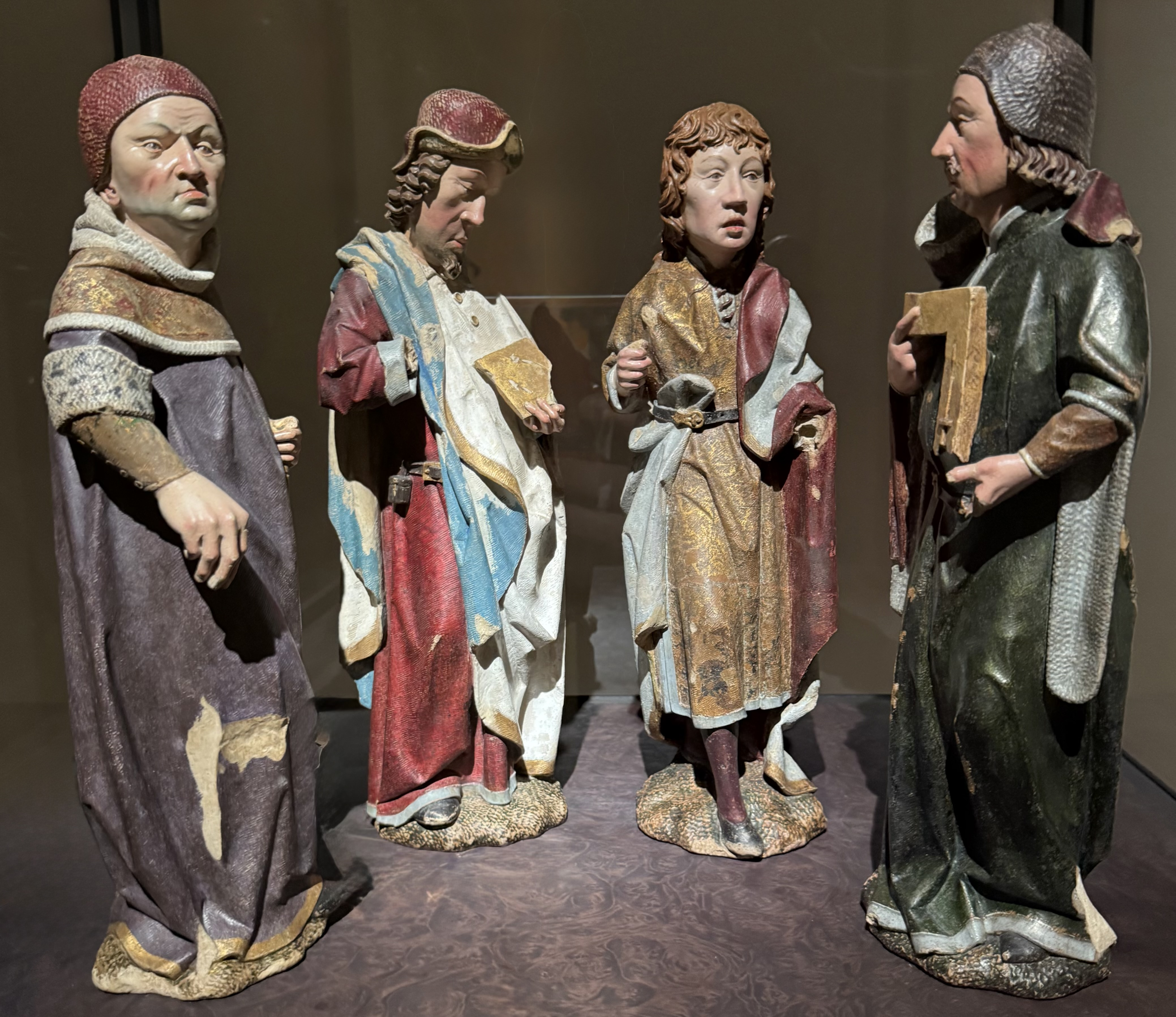
Die vier Gekrönten

Die Sammlung reicht von der Spätantike bis in die Gegenwart, von romanischer Skulptur bis zur Rauminstallation, von mittelalterlicher Tafelmalerei bis zum Radical Painting, vom gotischen Ziborium bis zum Gebrauchsgegenstand des 20. Jahrhunderts. Die Suche nach einer übergreifenden Ordnung, nach Maß, Proportion und Schönheit ist als verbindendes Element aller künstlerischen Gestaltung der Leitfaden der heterogenen Sammlung. Schwerpunkte bilden das frühe Christentum (herausragende koptische und syrische Gewebe), Malerei, Plastik und Goldschmiedekunst des 11. bis 16. Jahrhunderts (u. a. Herimannkruzifix mit römischem Lapislazuliköpfchen, romanischer Kruzifix aus Erp, Stefan Lochners Madonna mit dem Veilchen, Die vier Gekrönten vom Epitaph des Nikolaus von Beuren) Messgewände und Pergamenthandschriften sowie Zeugnisse der Volksfrömmigkeit und eine der vollständigsten Sammlungen von Rosenkränzen.
Dieser Bestand erfuhr 1996 eine herausragende Bereicherung durch die Schenkung Härle, in der zwei Drittel einer der ehemals bedeutendsten deutschen Privatsammlungen mittelalterlicher Skulpturen enthalten sind. Das 19. Jahrhundert ist mit Malerei, Handzeichnung und religiöser Druckgraphik vertreten. Im Bereich der Klassischen Moderne konnte eine Sammlung aufgebaut werden, die als Brückenkopf zwischen dem 19. Jahrhundert und zeitgenössischer Kunst eine wesentliche Rolle spielt. Die Schenkung des Teilnachlasses von Andor Weininger, der am Bauhaus in Weimar und Dessau von großer Bedeutung war, setzte hier 1999 einen Meilenstein. In der Moderne richtet sich die Sammlungstätigkeit auf künstlerische Diskurse zu Fragestellungen der menschlichen Existenz, die gerade auch für die Kirche von Bedeutung sind. Repräsentanten dieser Diskurse sind u. a. Heinrich Campendonk, Hermann Stenner, Alexej von Jawlensky, Gerhard Marcks, Hildegard Domizlaff und Georges Rouault. Zur Avantgarde der 1970er Jahre finden sich in Kolumba Werke von Künstlern wie Joseph Beuys, Manolo Millares, Antonio Saura und Antoni Tàpies. Das Museum verfügt außerdem über die weltweit umfangreichste Sammlung zu Paul Thek.
Im Bereich der zeitgenössischen Kunst finden sich Einzelwerke sowie Werkgruppen u. a. von Louise Bourgeois, Peter Dreher, Herbert Falken, Leiko Ikemura, Rebecca Horn, Roni Horn, Attila Kovács, Wolfgang Laib, Thomas Lehnerer, Joseph Marioni, Rune Mields, Agnes Martin, Thomas Rentmeister, Chris Newman, Richard Tuttle und Darío Villalba. Dabei liegt der Sammlungsschwerpunkt auf Papier-Skizzen, Entwürfen und Zeichnungsserien.
Ein besonderer Ankauf gelang 1999 mit Unterstützung verschiedener Kulturstiftungen und privater Mäzene aus dem Besitz Eugen zu Oettingen-Wallersteins: Es handelt sich um ein romanisches Elfenbeinkruzifix, das Kunsthistoriker in die 2. Hälfte des 12. Jahrhunderts datieren und der rheinisch-maasländischen Tradition zuordnen. Die 53 cm große Skulptur des Corpus Christi zeichnet sich durch hohe Plastizität und für die frühe Zeit außergewöhnliche Präzision der Gesichtszüge und Haare aus. Das Antlitz trägt nach überwundenem Leiden friedliche und sehr menschlich-individuelle Züge.

### „Lebendes Museum“
Das lebende Museum unterscheidet nicht zwischen ständiger Sammlung und Wechselausstellung. Es zeigt in jährlich mehrfachem Wechsel Werke der eigenen Sammlung in sich verändernden Kontexten. Charakteristisch für das fast private Ambiente sind das Fehlen von Objektbeschriftungen sowie das Miteinander der Werke unabhängig von chronologischen, stilgeschichtlichen oder medialen Zusammenhängen. Von wenigen Hauptwerken abgesehen, die als identifizierende Werke immer an ihrem Ort sind, ist gleichzeitig nur eine Auswahl der Sammlung ausgestellt, deren Inszenierung wechselnden Gesichtspunkten folgt.
Die stetige Gegenüberstellung von alter und zeitgenössischer Kunst schafft einen Dialog zwischen der Erinnerung bzw. Vergangenheit der Sammlung und der Gegenwart des Betrachters. Dieser Dialog findet in Führungen und Veranstaltungen zur Musik, Theologie und Philosophie eine Fortsetzung. Weiterhin kann die Auseinandersetzung mit den Kunstwerken in kostenlos erhältlichen Essays zu Einzelwerken, in der Benutzung der Bibliothek oder im Rückgriff auf die Schriftreihen des Museums vertieft werden.
In der Reihe Sterne für Kolumba werden Arbeiten aus den verschiedensten Sammlungsbereichen und monographische Werkschwerpunkte vorgestellt. Der Dialog zwischen den Werken steigert deren Erlebnis- und Deutungsmöglichkeiten. Einzelausstellungen galten etwa Andy Warhol – Crosses oder Joseph Marioni – Triptych; kunstimmanente Fragestellungen bearbeiteten Themenausstellungen Über die Farbe, Über die Ambivalenz und Über die Wirklichkeit.
Seit 1993 zeigt die Reihe … im Fenster zeitgenössische Einzelpositionen. Mehrfach war das Museum mit seinem Konzept auswärts zu Gast und ließ sich auch auf ungewohnte Kontexte ein (u. a. Kölnischer Kunstverein, Kunsthalle Baden-Baden, Kirche und Kunststation St. Peter, Köln, Schauspielhaus Köln). Mit Leihgaben ist Kolumba von Bilbao bis Brisbane, von New York bis Berlin international vertreten. Als Trilogie versteht sich die Reihe der großen Handschriftenausstellungen, die das Museum gezeigt hat (Vaticana 1992, Die Kölner Dombibliothek 1998, ars vivendi – ars moriendi 2001).
Die Neupräsentation des eigenen Kunstbestandes wechselt jeweils zum 14. September eines jeden Jahres, dem Fest der Kreuzerhöhung (nach vorheriger zweiwöchiger Schließung).
In Raum 10 werden jeweils in vierteljährlichem Wechsel die Reihe zeitgenössischer Positionen fortgesetzt. Dazu erscheint jeweils ein Künstlerheft.

### Museumsbestände (Auswahl)
- Hermann-Ida-Kreuz
- Leiko Ikemura, Konvolut: Das Museum Kolumba besitzt die größte Sammlung von Werken der Japanerin Leiko Ikemura
- Stefan Lochner: Madonna mit dem Veilchen
- Anonym: Madonna im Erker
- Paul Thek: Shrine, 1969
- Jannis Kounellis: Tragedia civile, 1975

## Jahresausstellungen
- 2007: Eröffnungsausstellung „Der unendliche Raum dehnt sich aus“ (15. September 2007 bis 31. August 2008), das Museum präsentierte sich in dieser ersten Jahresausstellung als Erinnerungslandschaft mit einem tiefen Einblick in die zweitausendjährige Stadtgeschichte. Das Museumskonzept manifestierte sich erstmals durch die Ausstellung von zeitgenössischer und mittelalterlicher Kunst. Ausgestellt wurden u. a. ein gotisches Reliquienklappaltärchen, Kruzifix aus Erp, Stundenbücher der Sammlung König, Kirchenschatz von St. Kolumba, Ikonenaltärchen, ottonisches Elfenbeinrelief sowie Werke von Josef Albers, Monika Bartholomé, Georg Baumgarten, Joseph Beuys, Heinz Breloh und Karl Burgeff.
- 2008: „Der Mensch verlässt die Erde“ (14. September 2008 bis 31. August 2009), diese Jahresausstellung kreiste um die Verantwortung des Menschen an der Schöpfung und um kosmische Weltvorstellungen, wie sie in künstlerischen Entwürfen sichtbar werden. Im Spannungsbogen der verschiedenen Medien und im Wechsel der Jahrhunderte wurden existentielle Bedingungen des Menschen ebenso thematisiert wie die Möglichkeiten seiner Erlösung. Das mediale Spektrum reichte dabei von mittelalterlichen Stundenbüchern über Skulpturen und Gemälde, bis zu zeitgenössischen Video- und Rauminstallationen. Einen Höhepunkt der Ausstellung war die Präsentation des romanischen Schmuckfußbodens der Pfarrkirche St. Pankratius aus Oberpleis.
- 2009: Hinterlassenschaft (14. September 2009 bis 30. August 2010), die dritte Jahresausstellung des Kolumba beschäftigte sich mit dem, was zurückbleibt. Gezeigt wurden Spuren menschlicher Existenz, die sich in Dokumenten, alltäglichen Gegenständen, aber auch in künstlerischen Arbeiten niederschlagen. Auch der Wert der Erinnerung und die Verantwortung mit dem historischen Erbe, für den das Kolumba selbst ein Beispiel ist, wurde thematisiert. Einige Höhepunkte der Ausstellung markierten in Zeiten wirtschaftlicher Rezession bedeutende Schenkungen, wie die erschreckend veristische spätmittelalterliche Schüssel mit dem Kopf des Johannes oder das Relief mit Christus aus dem Weg nach Golgatha (beide erworben mit den Mitteln der Renate König-Stiftung), die Künstlerbücher der umfangreichen Schenkung Edith und Steffen Missmahl, die 250 Hochzeitsfotos der Sammlung Manfred Morchel (Schenkung Jochen Heufelder) oder ein Hauptwerk des rheinischen Expressionisten Walter Ophey (aus Privatbesitz).
- 2010: 4. Jahresausstellung Noli me tangere! Berühre mich nicht / Halte mich nicht fest (15. September 2010 bis 31. Juli 2011), die aktuelle Jahresausstellung ist eine Ausstellung über die Sphäre und die zu bewahrende Unversehrtheit des Individuums. Mit 19 Rauminstallationen lädt das Museum in der 4. Jahresausstellung im Neubau dazu ein, in der Auseinandersetzung mit Kunstwerken aus zwei Jahrtausenden innezuhalten und grundsätzlich nachzudenken über Anwesenheit und Abwesenheit, über Nähe und Abstand, über Begehren und Respekt. Ausgestellt werden u. a. Schaukasten mit Schmerzensmann, Ecce-Homo-Relief, Romanischer Kruzifix aus Erp, Elfenbeindiptychon mit Passions- und Erscheinungsszenen, Werke und Werkgruppen von Johann von der Auvera, Krimhild Becker, Anna und Bernhard Johannes Blume, Heinz Breloh und viele mehr.
- 2011/2012: 5. Jahresausstellung (15. September 2011 bis 31. August 2012): denken. In Memoriam Walter Warnach. Die Ausstellung widmete sich „Wegen, die Welt zu erfahren“. Dabei stand das Buch im Mittelpunkt der Präsentation mit dem Schwerpunkt Künstlerbüchern der Schenkung Missmahl. Ausgestellt wurden Werke, die eine Spannweite von einer spätmittelalterlichen »ars memorandi« (Kunst des Erinnerns) bis zum „Kleinen Liebesglück“, von Thronenden Madonnen, den „sedes sapientiae“ (Sitz der Weisheit), bis zu schön gestalteten Schreibmaschinen, abgelegten Werkzeugen des Denkens darstellen (u. a. von Monika Bartholomé, Krimhild Becker, Victoria Bell, Joseph Beuys, John Cage, Attila Kovács, Thomas Lehnerer, Rune Mields, Manos Tsangaris, Josef Wolf oder Peter Zumthor).[8]
- 2012/2013: 6. Jahresausstellung in Memoriam Joseph Geller: Art is Liturgy. Paul Thek und die Anderen (15. September 2012 bis 15. August 2013). Im Fokus steht das umfangreichste Werkkonvolut des Künstlers, das sich im Besitz des Museums befindet und nach einer Amerika-Tournee die Hauptwerke zum ersten Mal öffentlich ausstellt. Sie treten ein in einen lebendigen Dialog mit anderen Sammlungsexponaten.
- 2014/2015: playing by heart (15. September 2014 bis 24. August 2015): Anlässlich des 50-jährigen Jubiläums von Gaudium et Spes stehen Werke zu den Themen „Freude und Hoffnung“ im Mittelpunkt.
- 2015/2016: Der rote Faden. Ordnungen des Erzählens (15. September 2015 bis 22. August 2016)
- 2016/2017: Me in a no-time state – Über das Individuum (anlässlich „Zehn Jahre Kolumba“)
- 2017/2018: Pas de deux – unter diesem Titel zeigte das Museum in seiner Jahresausstellung Werke aus dem Römisch-Germanischen Museum zusammen mit Stücken aus den eigenen Sammlungen. Der Titel „Pas de deux“ verweist dabei auf das Klassische Ballett. „Die Anspielung auf den Tanz soll das spielerische Moment im Hin und Her zwischen Antike, Mittelalter und Gegenwart sowie die Zusammenhänge durch die Konstanten kultureller Prägung beschreiben. […] Das Römisch-Germanische Museum vertritt den Zeitraum bis zum Mittelalter, Kolumba die Zeit vom Mittelalter bis ins Heute. Die ausgestellten Werke stammen von ca. 500.000 vor Christus bis ins Jahr 2016.“[9]
- 2019/2020: Aufbrüche
- 2021/2022: In die Weite. Aspekte jüdischen Lebens in Deutschland (15. September 2021 bis 15. August 2022)
- 2022/2023: making here being enough – Ort und Subjekt (15. September 2022 – 14. August 2023)[10]
- 2024/2025: Artist at Work (15. September 2024 - 14. August 2025)[11]

## Zitate
„Zur Sensibilisierung von Wahrnehmung: Wir wünschen uns ein lebendes Museum bezogen auf die Realität und die Würde des Vorhandenen, eine raumschaffende Architektur, zurückhaltende und langlebige Materialien, ein Minimum an Technik, Einfachheit und Funktionalität im Detail, eine sorgfältige und materialgerechte Ausführung, einen selbstverständlichen Ort für die Menschen und die Kunst“

### Pressestimmen
„Ein auch von den Kritikern gefeiertes Meisterwerk der Moderne, scheint Kolumba das komplette Gegenteil von Köln zu sein: zurückhaltend, edel, ruhig und harmonisch. Und doch ist der Bau des Schweizers eine Liebeserklärung an die Stadt. Riesige Fenster hat der Architekt in die helle Fassade eingelassen, die bis zum Boden reichen. Sie lenken den Blick auf die Gebäude der Nachbarschaft, die verschiedenen Schichten der Nachkriegsarchitektur mit den Spitzen des Doms im Hintergrund – die Aussicht wird zu einem gerahmten Bild, das den Blick schärft auf die schönen Details der 50er Jahre, die Leichtigkeit, der aber auch das Hässliche als Teil des ganzen Ensembles zeigt. Es ist genau jene Patchwork-Ästhetik, von der Merlin Bauer meint: Je mehr er sich damit beschäftige, desto spannender finde er sie.“

„Wer die Muße in einem Museum liebt, wer sich auf die Kunstwerke einlassen will, ohne durch raumfüllende Kommentare und Erläuterungen, die ungewollt sein Ohr malträtieren, abgelenkt zu werden, hat hier eine einmalige Chance. Sogar eine doppelte. Man kann sich der Kunst, ob mittelalterlich oder zeitgenössisch, ganz unbefangen, sogar naiv nähern. Denn auch auf die üblichen Schilder und Objektbeschriftungen, die in Ausstellungen oft als Fremdkörper die ästhetische Wirkung beeinträchtigen, wurde verzichtet. Trotzdem wird der Besucher nicht der Unwissenheit anheim gegeben. Ein schmales handliches Heft als Zugabe zur Eintrittskarte listet auf, wer wann was geschaffen hat – gelegentlich durch zwei, drei Sätze zum geistigen Hintergrund ergänzt.“

„Einmal im Jahr wechselt die Ausstellung, in der ausschließlich die eigene Sammlung in einer speziellen Auswahl vorgestellt wird.[…] Mit einem kleinen (kostenlosen) informativen Heftchen, das die Beschriftung bei den Objekten ersetzt, begibt sich der Besucher auf Entdeckungstour mit etlichen Höhepunkten. Dazu gehört unbedingt die raumfüllende DVD-Doppelprojektion 'In stillen Teichen lauern Krokodile', in der Marcel Odenbach das fragile Zusammenleben von Tätern und Opfern nach dem Völkermord in Ruanda subjektiv dokumentiert. Im nächsten Raum stehen Tierfiguren von Erich Bödeker und ein bestickter Altarbehang aus dem 14./15. Jahrhundert, auf dem ein Einhorn nach der Jagd seinen Kopf der Jungfrau Maria zuwendet, gegenüber. […] Manos Tsangaris baute seine Installation, in der eine Person im Zentrum sitzt, als 'Low-Tech-Maschine' für eine spielerische und unmittelbare Perspektive zwischen Innen und Außen. Von hier aus ist es nur ein kleiner Schritt zum Schmuckfußboden aus der Zeit zum 1220. Das im Mittelalter geläufige Kosmosbild aus der Pfarrkirche in Oberpleis setzt Mensch, Zeit und Welt zueinander in Beziehung. Kolumba ist ein meditativer, ein poetischer Ort geblieben.“

## Leitung
Leiter ist seit der Verabschiedung von Joachim Plotzek 2008 der promovierte Kunsthistoriker Stefan Kraus.

## Ehrungen und Preise
- 2017: Höchste Auszeichnung der Stiftung Buchkunst »Die schönsten deutschen Bücher 2017« für die Publikation  »glauben – Andachtsbildchen von A-Z«.
- 2017: Am 14. November 2017 erhielt in Berlin der Museumsdirektor Stefan Kraus den Friedlieb-Ferdinand-Runge-Preis für unkonventionelle Kunstvermittlung.[14]

## Filme
- Kolumba Köln (= Museums-Check. Folge 20). Reportage, 30 Min., Moderation: Markus Brock, Produktion: 3sat. Erstausstrahlung: 12. Mai 2013.[15]